# Telmo Teixeira-Rebelo
Telmo Teixeira-Rebelo (* 18. Februar 1988 in Reutlingen) ist ein deutsch-portugiesischer Fußballspieler.

## Karriere
Telmo Teixeira-Rebelo, Sohn portugiesischer Einwanderer, wurde in Reutlingen geboren. Dort spielte er in der Jugend zunächst für den SSV Reutlingen 05 und später für den 1. FC Nürnberg, bei dem er 2007 dann auch für die 2. Herrenmannschaft auflief. Im Januar 2008 wechselte er dann zur zweiten Mannschaft von Eintracht Frankfurt, für die 67 Einsätze absolvierte und 8 Tore schoss. 2010 ging er nach Sachsen-Anhalt zum Halleschen FC. In Halle entwickelte er sich schon bald zum Stammspieler. Mit den Saalestädtern konnte er schließlich auch in der Saison 2011/12 den Aufstieg in die 3. Fußball-Liga erreichen.
Im Januar 2013 wurde Teixeira-Rebelo vom 1. FC Magdeburg verpflichtet. Hier spielte er bis zum Sommer 2014, kam aber über die Rolle eines Ergänzungsspielers nicht hinaus. Im Sommer 2014 wechselte er zu Germania Halberstadt. Zwei Jahre später schloss Teixeira sich dem Landesligisten TuS Metzingen an, bei dem sein Bruder Zizino Teixeira-Rebelo als Trainer fungiert.